# Contea di Charlotte (Virginia)
La contea di Charlotte (in inglese Charlotte County) è una contea dello Stato della Virginia, negli Stati Uniti. La popolazione al censimento del 2000 era di 12 472 abitanti. Il capoluogo di contea è Charlotte Court House.